# أشلي غوردون
أشلي غوردون (بالإنجليزية: Ashley Gordon)‏ هو لاعب دوري الرغبي أسترالي، ولد في 6 مارس 1969 في أستراليا.